# Sân vận động Anh hùng Quốc gia
Sân vận động Anh hùng Quốc gia (tiếng Anh: National Heroes Stadium) là một sân vận động đa năng ở Lusaka, tỉnh Lusaka, Zambia. Sân hiện đang được sử dụng chủ yếu cho các trận đấu bóng đá và tổ chức các trận đấu trên sân nhà của đội tuyển bóng đá quốc gia Zambia. Sân vận động có sức chứa 60.000 khán giả. Sân được khánh thành vào năm 2014. Tên gọi của sân vận động đề cập đến thảm họa hàng không đội tuyển bóng đá quốc gia Zambia 1993 đã cướp đi sinh mạng của hầu hết các cầu thủ của đội tuyển bóng đá quốc gia.

## Lịch sử
Sau khi hoàn thành xây dựng vào năm 2013, ban đầu sân được đặt tên là Sân vận động Anh hùng Quốc gia Thảm họa Gabon vì điều này, nhưng chính phủ Mặt trận Yêu nước cầm quyền đã thay đổi tên gọi trước áp lực của người dân.

## Địa lý

Quang cảnh Sân vận động Anh hùng từ Khu phức hợp Zanimone.

Sân vận động nằm ở Lusaka, tỉnh Lusaka (Thành phố thủ đô của Zambia), ngay ở trên ranh giới với quận Chibombo, tỉnh Central trên đường Great North, theo bản vẽ Biên giới tỉnh của Zambia.
Sân vận động Anh hùng Quốc gia nằm ngay bên cạnh Sân vận động Độc lập đã được tân trang lại và Đài tưởng niệm các Anh hùng, nơi chôn cất các cầu thủ thiệt mạng trong thảm họa hàng không Gabon năm 1993.